# Fernanda Young
Fernanda Maria Young de Carvalho Machado (nascida Fernanda Maria Leite Young; Niterói, 1 de maio de 1970 — Paraisópolis, 25 de agosto de 2019) foi uma roteirista, escritora, apresentadora, atriz e diretora brasileira.

## Biografia
Sua formação literária foi em parte constituída durante a travessia da baía de Guanabara em barcas ou ônibus. Dedicou-se aos livros na busca de aperfeiçoamento, influências e distração. Interrompeu os estudos após a conclusão do ensino fundamental, posteriormente concluindo o médio por meio de um supletivo de seis meses. Frequentou a faculdade de Letras da Universidade Federal Fluminense, sem chegar a se formar. Ainda viria a cursar Jornalismo na Faculdade Hélio Alonso e, depois de mudar-se para São Paulo e iniciar sua carreira de escritora, virar aluna de Rádio e Televisão na FAAP, mas não terminaria nenhum dos cursos. Fernanda teria jurado nunca mais pisar em um campus universitário após as experiências, mas chegou a cursar Artes Plásticas na FAAP.

## Carreira
Em 1995 estreou como autora no seriado A Comédia da Vida Privada, da TV Globo. No ano seguinte, Fernanda lançou seu primeiro romance, Vergonha dos Pés, que já tem mais de 15 edições. No ano seguinte, lançou À Sombra de Vossas Asas, que conta a história de amor, obsessão e vingança entre o fotógrafo Rigel (que reaparece no livro Aritmética) e da aspirante-a-top-model Catarina, que teve os direitos comprados por uma produtora de Hollywood interessada em fazer um filme da história. A princípio, os livros de Fernanda conseguiram boa exposição na mídia devido à sua persona peculiar, suas declarações controversas, sua obsessão com cultura pop e seu visual, construído por cabelos geralmente curtos, grandes tatuagens e, por algum tempo, ostensivas pulseiras de baquelite das décadas de 1920 a 1950.[carece de fontes?]

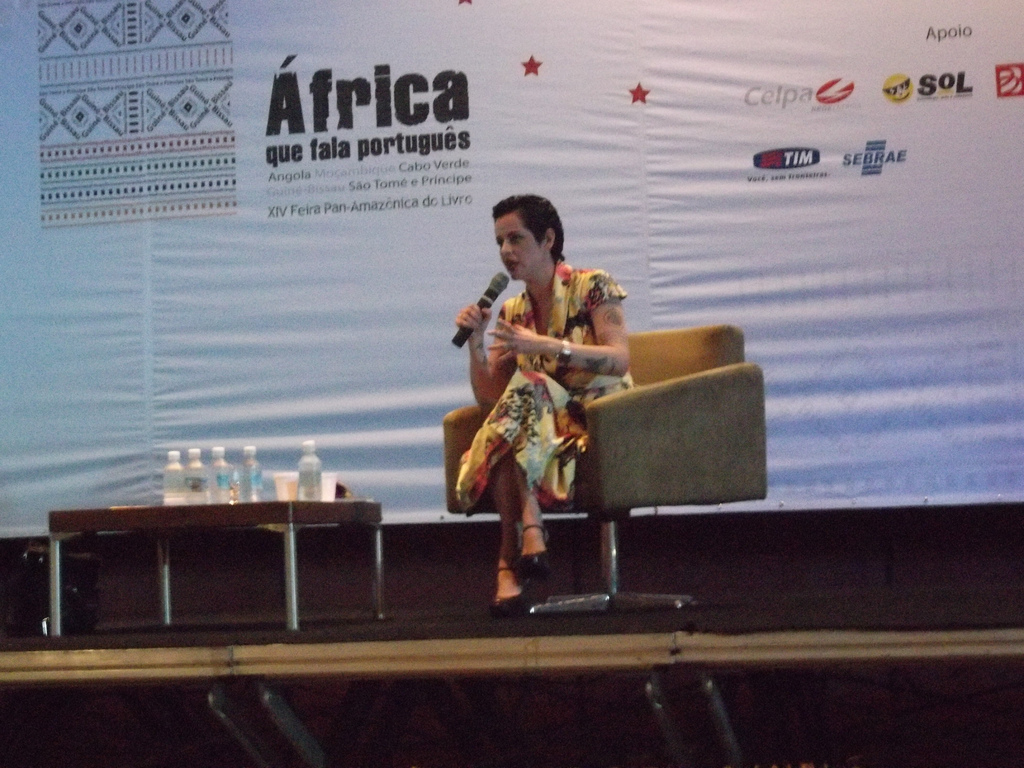
Fernanda em entrevista na cidade de Belém, durante a edição de 2010 da feira do livro

Em 1998 lançou o romance Carta para Alguém Bem Perto, seguido pelo criticado As Pessoas dos Livros (2000). Em 2001, após o lançamento de seu quarto romance, O Efeito Urano, Fernanda retomou a carreira de roteirista de televisão, com Os Normais. O seriado seria exibido durante dois anos na TV Globo e culminaria em um longa-metragem, lançado em 2003. Fernanda também participaria dos roteiros do quadro Supersincero (2005), no programa Fantástico, e do seriado Minha Nada Mole Vida, em 2006. Entre 2002 e 2003, Young coapresentou, ao lado de Rita Lee, Mônica Waldvogel e Marisa Orth, o programa feminino Saia Justa no canal a cabo GNT. Seus próximos livros, o romance Aritmética e a coletânea poética Dor do Amor Romântico, sairiam, respectivamente, em 2004 e 2005. Escreveu uma coluna mensal na revista Claudia.[carece de fontes?]
Apresentou no canal GNT o programa Irritando Fernanda Young, programa de entrevistas com celebridades entre 2006 a 2010. Em maio de 2012, estreia no GNT o programa Confissões do Apocalipse, seguindo a linha de entrevistas com pessoas conhecidas, porém tendo como pano de fundo a previsão maia acerca do fim do mundo, em 21 de dezembro de 2012, data de sua última exibição. Em 2013, escreveu e atuou como uma das protagonistas da série Surtadas na Yoga, com 13 episódios na primeira temporada. A série conta a história de três mulheres que fazem ioga para não surtar. As "surtadas" Jessica (Fernanda Young), Ana Maria (Flávia Garrafa) e Marion (Anna Sophia Folch) não estão em busca de sexo e de homens. São solitárias, sim, gostariam de encontrar alguém, sim, mas estão mais preocupadas em sobreviver à loucura do mundo – e à loucura própria – com independência e a consciência tranquila. Devido ao sucesso e crescimento de 115% na audiência do GNT em abril de 2014, a segunda temporada entrava no ar com mais 13 episódios.
Foi duas vezes indicada ao Emmy Internacional de melhor comédia, pelos seriados Separação?! (TV Globo, 2010) e Como Aproveitar o Fim do Mundo (TV Globo, 2012). Fernanda Young posou nua para a edição brasileira da revista Playboy, lançada em novembro de 2009. Em maio de 2015, lançou seu 11º livro e o 2º de poesias de sua carreira, intitulado "A Mão Esquerda de Vênus", pela Editora Globo. O lançamento aconteceu na Galeria Vermelho em São Paulo. Também escreveu a nova versão do TV Mulher em 2016 para o Canal Viva. Lançou sua última obra literária, "Estragos", em outubro de 2016. O livro, que oferece dezoito contos inéditos da artista, escritos entre 1987 e 1995, época de seus dezesseis a vinte e poucos anos de idade, convida a conhecer o ícone ainda jovem, procurando seu caminho em meio as palavras, afinando a escritora que hoje conhecemos.[carece de fontes?]
Fernanda Young iria estrear uma nova peça, Ainda Nada de Novo, programada para o próximo dia 12 de setembro, no Centro Cultural São Paulo. A peça tem temática homoafetiva, e seria estrelada por ela e sua xará, a atriz Fernanda Nobre. Pouco antes de Fernanda Young morrer, uma matéria foi publicada pela Veja SP anunciando o evento.

## Vida pessoal
Em 1990, iniciou um namoro com o roteirista e escritor Alexandre de Carvalho Machado. Casaram-se em 1993. Nascida Fernanda Maria Leite Young, passou a assinar Fernanda Maria Young de Carvalho Machado. Juntos, eles tiveram as gêmeas Cecília Madonna e Estela May, nascidas em 7 de agosto de 2000, via cesariana, no Rio de Janeiro. Em 2007, grávida de uma menina, sofreu um aborto espontâneo aos quatro meses de gestação. Muito abalada emocionalmente com o episódio, decidiu, em comum acordo com seu marido, entrar na fila de adoção, paralelamente a um tratamento de fertilização, mas que não obteve êxito. Em 2010 conseguiu adotar seus dois filhos: Catarina Lakshimi, nascida em 10 de novembro de 2008, e John Gopala, nascido em 21 de julho de 2009.[carece de fontes?]
Em entrevistas revelou ter sido uma criança bastante deprimida, mas sem nenhuma causa que a fizesse constantemente estar triste. Aos dez anos de idade cortou os pulsos, mas só iniciou tratamento psicoterápico aos treze anos, quando descobriu possuir dislexia. Também revelou que foi violentada aos dezesseis anos por seu primeiro namorado, e isto constituiu um trauma que a fez abandonar a escola e isolar-se. Só aos vinte e quatro anos voltou a estudar e terminou o ensino médio, na mesma época em que foi diagnosticada com depressão, e iniciou tratamento com antidepressivos e ansiolíticos, remédios que tomou por mais de dez anos, mas decidiu manter uma vida saudável, sem medicamentos, tendo voltado para a terapia, passando a praticar exercício físico e meditação, o que atenuou os sintomas de sua depressão. Católica desde o nascimento, em 1996 converteu-se ao hinduísmo.[carece de fontes?]
Em 2012, o escritor e jornalista Rômulo Zanotto publicou o romance "Quero ser Fernanda Young", uma obra intertextual e antropofágica em homenagem à Fernanda, em que dialoga com a obra literária e audiovisual da autora.

## Morte
Fernanda era portadora de asma desde sua infância, sempre fazendo tratamento, mas devido a uma crise asmática intensa e repentina, faleceu no dia 25 de agosto de 2019, aos 49 anos. A artista estava hospedada no sítio de sua família, em Gonçalves, Minas Gerais, onde sempre ia para visitá-los e descansar em meio a natureza. Após passar mal e desmaiar no quarto, foi chamada a ambulância, que a levou para o hospital mais próximo, localizado na cidade de Paraisópolis, tendo morrido vítima de uma parada respiratória, que causou uma parada cardíaca, durante a madrugada, pouco mais de uma hora depois de sua internação na UTI. A escritora foi sepultada no Cemitério de Congonhas, na Zona Sul de São Paulo, cidade onde vivia há quinze anos.

## Filmografia

### Televisão

#### Como roteirista
| Ano     | Trabalho                       | Emissora  | Escalação        | Parceiros titulares                   | Notas                  |
| ------- | ------------------------------ | --------- | ---------------- | ------------------------------------- | ---------------------- |
| 1995–97 | A Comédia da Vida Privada      | TV Globo  | Colaboradora     | Guel Arraes Jorge Furtado             |                        |
| 1998–99 | Vida ao Vivo Show              | TV Globo  | Colaboradora     | Luís Fernando Guimarães Pedro Cardoso |                        |
| 2001    | Sai de Baixo                   | TV Globo  | Colaboradora     | Daniel Filho                          | Temporada 6            |
| 2001–03 | Os Normais                     | TV Globo  | Autora principal | Alexandre Machado                     |                        |
| 2004    | Os Aspones                     | TV Globo  | Autora principal | Alexandre Machado                     |                        |
| 2006–10 | O Super Sincero                | TV Globo  | Autora principal | Alexandre Machado                     |                        |
| 2006–07 | Minha Nada Mole Vida           | TV Globo  | Autora principal | Alexandre Machado                     |                        |
| 2007    | O Sistema                      | TV Globo  | Autora principal | Alexandre Machado                     |                        |
| 2008    | Nada Fofa                      | TV Globo  | Autora principal | Alexandre Machado                     | Especial de fim de ano |
| 2010    | Separação?!                    | TV Globo  | Autora principal | Alexandre Machado                     |                        |
| 2011    | Macho Man                      | TV Globo  | Autora principal | Alexandre Machado                     |                        |
| 2012    | Como Aproveitar o Fim do Mundo | TV Globo  | Autora principal | Alexandre Machado                     |                        |
| 2013    | O Dentista Mascarado           | TV Globo  | Autora principal | Alexandre Machado                     |                        |
| 2013–14 | Surtadas na Yoga               | GNT       | Autora principal | Alexandre Machado                     |                        |
| 2015    | Odeio Segundas                 | GNT       | Autora principal | Alexandre Machado                     |                        |
| 2017    | Vade Retro                     | TV Globo  | Autora principal | Alexandre Machado                     |                        |
| 2017    | Edifício Paraíso               | GNT       | Autora principal | Alexandre Machado                     |                        |
| 2019    | Shippados                      | Globoplay | Autora principal | Alexandre Machado                     |                        |

#### Como atriz e apresentadora
| Ano     | Título                     | Cargo / Personagem          | Notas                        |
| ------- | -------------------------- | --------------------------- | ---------------------------- |
| 1982    | Iaiá Garcia                | Linda                       |                              |
| 1991    | O Dono do Mundo            | Jurema                      |                              |
| 2001    | Os Normais                 | Moça na fila da boate       | Episódio: "Um Sábado Normal" |
| 2002–04 | Saia Justa                 | Apresentadora               | Temporadas 1—3               |
| 2006–10 | Irritando Fernanda Young   | Apresentadora               |                              |
| 2011    | Macho Man                  | Modernosa do 45             | Episódio: "Conquista"        |
| 2011    | Duas Histéricas            | Apresentadora               |                              |
| 2012    | Confissões do Apocalipse   | Apresentadora               |                              |
| 2012    | Saturday Night Live Brasil | Apresentadora especial      | Episódio: "3 de junho"       |
| 2013–14 | Surtadas na Yoga           | Jéssica Santini             |                              |
| 2014    | (Des)encontros             | Adriana                     | Episódio: "André e Júlia"    |
| 2015    | Odeio Segundas             | Narradora (A Segunda-feira) |                              |
| 2016    | TV Mulher                  | Colunista                   |                              |
| 2017    | Edifício Paraíso           | Vera Albuquerque            |                              |

### Cinema

#### Como roteirista
| Ano  | Trabalho                                    |
| ---- | ------------------------------------------- |
| 2000 | Bossa Nova                                  |
| 2003 | Os Normais - O Filme                        |
| 2006 | Muito Gelo e Dois Dedos d'Água              |
| 2009 | Os Normais 2 - A Noite Mais Maluca de Todas |

#### Como atriz
| Ano  | Título                       | Personagem | Notas          |
| ---- | ---------------------------- | ---------- | -------------- |
| 2012 | A História da Noiva Fantasma | Noiva      | Curta-metragem |